# Zaur Kaloewi
Zaur Kaloewi, gruz. ზაურ კალოევი, ros. Заур Григорьевич Калоев, Zaur Grigorjewicz Kałojew (ur. 24 marca 1931 w Tbilisi, zm. 23 grudnia 1997 tamże) – gruziński piłkarz pochodzenia osetyjskiego, grający na pozycji napastnika, reprezentant ZSRR.

## Kariera piłkarska

### Kariera klubowa
W 1950 rozpoczął karierę piłkarską w miejscowym klubie Spartak Tbilisi. W 1953 przeszedł do Dinama Tbilisi. W latach 1957–1958 występował w Lokomotiwie Moskwa, ale powrócił do Dinama Tbilisi, w którym w 1964 zakończył karierę piłkarską. Znany był z dobrej gry głową.

### Kariera reprezentacyjna
W 1960 został powołany do reprezentacji Związku Radzieckiego, z którą zdobył złoty medal Mistrzostw Europy we Francji w 1960 roku, chociaż nie zagrał żadnego meczu. Wcześniej bronił barw olimpijskiej reprezentacji, w której łącznie rozegrał 3 mecze.

## Sukcesy i odznaczenia

### Sukcesy klubowe
- mistrz ZSRR: 1964
- wicemistrz ZSRR: 1953
- brązowy medalista Mistrzostw ZSRR: 1959, 1962
- zdobywca Pucharu ZSRR: 1957
- finalista Pucharu ZSRR: 1960

### Sukcesy reprezentacyjne
- mistrz Europy: 1960

### Sukcesy indywidualne
- król strzelców Mistrzostw ZSRR: 1959, 1960
- wybrany do listy 33 najlepszych piłkarzy ZSRR: Nr 2 (1959)

### Odznaczenia
- tytuł Mistrza Sportu ZSRR: 1960
- tytuł Zasłużonego Mistrza Sportu ZSRR: 1960
- Order Honoru: 1996